# Philip Friedman
Philip Friedman, auch Filip (geboren 27. April 1901 in Lemberg, Österreich-Ungarn; gestorben 7. Februar 1960 in New York City) war ein polnisch-amerikanischer Historiker und Überlebender des Holocaust. 

## Leben
Philip Friedman besuchte in Lemberg das Gymnasium und studierte Geschichte bei Salo W. Baron am Jüdischen Pädagogium Wien und bei Alfred Francis Přibram an der Universität Wien, wo er 1925 über die Geschichte der galizischen Juden promovierte. Einige der von ihm verwandten Archivalien wurden beim Brand des Wiener Justizpalastes 1927 vernichtet. Zwischen 1925 und 1939 arbeitete er als Lehrer an einem jüdischen Gymnasium in Łódź, 1935 am YIVO in Wilna, sowie 1938/39 in Warschau. Bis zum Ausbruch des Zweiten Weltkrieges umfasste die Liste seiner Veröffentlichungen 144 Titel in Hebräisch, Jiddisch, Deutsch und Polnisch, darunter zwei größere Werke zur Geschichte der Juden in Lodz und einen Aufsatz über Josef Perl. Für Lodz erstellte er 1938 ein Register der Grabmale des Alten Jüdischen Friedhofs, kurze Zeit später vernichteten die Deutschen die Grabsteine.
Nach der deutschen Eroberung Polens zog er 1939 zurück nach Lemberg in Ostgalizien, das aufgrund des Hitler-Stalin-Paktes von der Sowjetunion annektiert und in die Ukrainische Sozialistische Sowjetrepublik eingegliedert worden war. Dort arbeitete er für die Akademie der Wissenschaften der Ukraine. Zu Beginn des Deutsch-Sowjetischen Krieges wurde Lemberg 1941 von den Deutschen besetzt; die Vernichtung der dort lebenden Juden begann. Friedman musste sich von 1941 bis 1944 vier Jahre lang verstecken, was ihm zuletzt im nichtjüdischen Wohnbezirk Lembergs (vgl. Ghetto Lemberg) gelang. Seine Frau und eine Tochter wurden von den Deutschen ermordet.
Als nach der Befreiung Lembergs durch die Rote Armee im April 1944 Ostgalizien erneut an die sowjetische Ukraine fiel, wurde die polnische Bevölkerung nach Westen umgesiedelt, und Friedman ging an die Universität Łódź. Er veröffentlichte dort die Aufzeichnungen von Leon Weliczker über die Leichenverbrennungen des Sonderkommandos 1005: Brygada śmierci, Łódź 1946. Friedman organisierte die Sammlung von Berichten und Dokumenten über den Holocaust und legte 1945 die erste Schrift über das KZ Auschwitz vor: To jest Oświęcim (Warschau 1945; This Is Oswięcim, 1946).
Friedman wurde in Deutschland bei den Ermittlungen zum Nürnberger Prozess gegen die Hauptkriegsverbrecher befragt. Angesichts der Nachkriegspogrome in Krakau und Kielce ging Friedman nicht mehr zurück nach Polen, sondern übernahm in München die Pädagogische Abteilung des Joint Distribution Committee für die Displaced Persons in den DP-Lagern der Amerikanischen Besatzungszone. Im Jahr 1948 wanderte er von dort mit seiner zweiten Frau Adolphine (Ada) June Obler in die Vereinigten Staaten aus. Unter seinem ehemaligen Hochschullehrer Salo W. Baron wurde er Dozent an der Columbia University, systematisierte maßgeblich die Erforschung des Holocaust und verfasste Studien zur Geschichte des Ostjudentums. Friedmans Buch Their brothers’ keepers war eines der ersten, das Personen behandelte, für die später die Bezeichnung Gerechter unter den Völkern geschaffen wurde.

## Schriften (Auswahl)
- Ošwientšim [Auschwitz]. 1950 (Dos poylishe yidntum 58)
- Zagłada Żydów lwowskich, 1945.
- Dzieje Żydów w Łodzi od początków osadnictwa Żydów do r. 1863: stosunki ludnościowe: życie gospodarcze: stosunki społeczne, 1936.
- Ludność żydowska Łodzi do roku 1863 w świetle liczb, 1934.
- Die galizischen Juden im Kampfe um ihre Gleichberechtigung (1848–1868), Frankfurt am Main: J. Kauffmann Verlag, 1929. Veröffentlichungen der A.S. Bettelheim-Stiftung in Wien, Bd. 3.
- mit Jacob Robinson: Guide to Jewish history under Nazi impact, Jerusalem: Yad Washem Martyrs' and Heroes' Memorial Authority, 1960.
- The Jewish Ghettos of the Nazi era, New York: Conference on Jewish Relations, 1954.
- Das andere Deutschland: Die Kirchen, Übertr. aus d. Amerikan. von Iris von Stryk, Berlin-Grunewald: arani Verlags-Gesellschaft, 1960.
- Martyrs and fighters. The epic of the Warsaw ghetto, New York: F.A. Praeger, 1954.
- Their brothers’ keepers, New York: Crown Publishers [1957].
- Ada June Friedman, Roads to extinction. Essays on the Holocaust, New York: Conference on Jewish Social Studies: Jewish Publication Society of America, 1980.
- mit Hans Günther Adler und Ada June Friedman: Ukrainian-Jewish relations during the Nazi occupation, New York: Yivo Institute for Jewish Research, 1959.
- The Destruction of the Jews of Lwów, 1941–1944, in: Michael R. Marrus: The Nazi Holocaust : historical articles of the destruction of European Jews. 4. The "Final Solution" outside Germany : Vol. 2. Westport : Meckler, 1989, S. 659–736 (auch in Ada June Friedman, 1980)